# Provincia de Asir
Asir es una región del sudoeste de Arabia Saudita.

## Historia
En la segunda mitad del siglo XVIII la región de Asir y Abu Arish cayó en poder de la dinastía Khayratida que descendía de los Katada de La Meca. En 1802 la región cayó bajo influencia de los wahhabíes. Muhammad ben Amir Abu Nukta al Rufaydi se proclamó emir de Asir al Sarat, enfrentándose a las tribus del Bajo Asir donde conservaron el poder los Khayratidas. Después de 1818, con la caída de los wahabitas, la dinastía de los Rufaydi combatió contra los egipcios.
En 1823 el poder paso a los Banu Mughayd, cuyo jefe Said ben Muslat gobernó como jefe tribal subordinado a los otomanos (en 1833 no obstante, secundó la rebelión de Türkçe Bilmez y los albaneses en Arabia contra los egipcios, pero luego los combatió). Su sucesor Aid ben Mari al Mughayd (El nombre de "Al Aid" significa "el Judío") gobernó como emir dominando la Asir, la Tihama y Mikhlaf, y su hijo Muhammad ocupó Abu Arish en 1863. Este aumento de poder provocó la intervención otomana y los dominios de los Banu Mughayd (o Aididas) fueron anexionados y convertidos en una "Mutassarrifiyya" dependiente del vilayato de Yemen, con la capital en Abha donde se estableció una guarnición turca (1872).
La pérdida del poder de los Banu Mughayd o "Al Aid" (Aididas), que conservaron influencia en los territorios alrededor de Abha, provocó el ascenso de una nueva dinastía encabezada por Sayyid Muhammad ben Ali al Idrisi, descendiente de Ahmad ben Idris, emigrado de Marruecos que había fundado la "tarika" de los Ahmadiyya o Idrisiyya en 1830 (un discípulo suyo fundó la secta de los Sanusiyya, luego soberanos de Libia). La capital de los Idrisidas se estableció en Sabya. En 1838 Ahmed murió pero sus sucesores incrementaron su poder, aunque estaban sometidos a poderes superiores (Aidis 1830-1872; desde 1872 a los otomanos). En 1909 su nieto Muhammad Ali se rebeló abiertamente contra los turcos, les tomó Abha (1910) y aunque en 1911 la perdió, sitió a la guarnición otomana (sin poder volver a ocupar la ciudad) y se hizo independiente de hecho en el Bajo Asir.

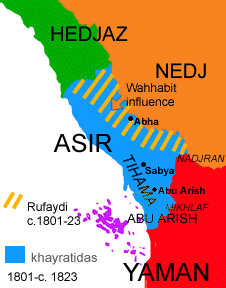
Mapa de Asir 1801-1823
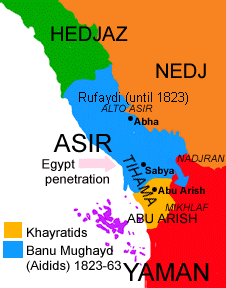
Mapa de Asir 1823-1863
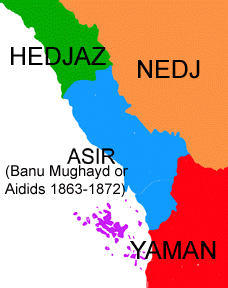
Mapa de Asir 1863-1872
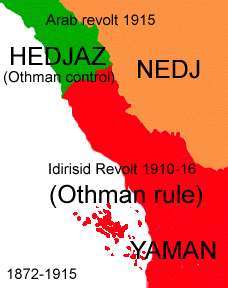
Mapa de Asir 1872-1915
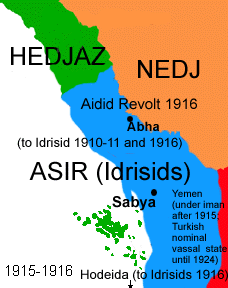
Mapa de Asir 1915-1916
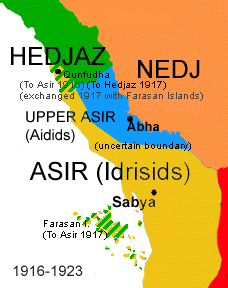
Mapa de Asir 1916-1923
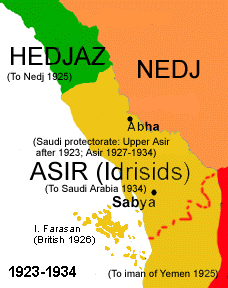
Mapa de Asir 1923-1934

### Emancipación del Imperio otomano
En 1915, iniciada la guerra, Muhammad Ali se alió a los británicos. En 1916 alcanzó Qunfuda, en Hiyaz, por el Norte (sin poder avanzar más debido a la resistencia del general turco Fajri Basha), pero después cambió esta posesión con el rey de Hiyaz por las islas Farasan, asignadas por los británicos al jerife de La Meca (estas islas fueron vendidas a los británicos en 1926 por el emir de Asir). Los británicos le cedieron en 1916 el puerto de Al Hudayda segregado del Yemen turco, cesión confirmada mediante plebiscito en 1919. Mientras los Aididas restauraban su poder en el Alto Asir y tras la derrota otomana (1916) se hacían con el control de Abha y sus alrededores, los idrisidas se expandían al Norte y Sur y disfrutaban de sus nuevos territorios. Nominalmente el Alto Asir, donde los Aididas tenían el poder, era posesión de los Idrisidas y siempre fue reconocido así por los aliados en la Guerra contra Turquía (los Aididas buscaron la alianza de Hedjaz).
En 1916, derrotados los otomanos, los Aididas se hicieron de nuevo con el control de Abha y el Alto Asir, bajo Hasan al Aid Iyid, estableciendo un poder autónomo en la región que nominalmente correspondía al emir idrisida de Asir. En 1920 las tropas sauditas de Nechd penetraron en Alto Asir, y ocuparon Abha, pero los británicos, protectores del emir Idrisida de Asir, impidieron la anexión. En verano, no obstante Muhammad al Idrisi reconoció el protectorado de Abdul Aziz de Nechd sobre el Alto Asir. Los Aididas resistieron en todo el territorio hasta 1923. En 1922 el delegado del emir idrisida en Abha fue sustituido por un gobernador saudita, y en 1923 los sauditas completaron su dominio, sofocando la cada vez menor resistencia Aidida. 
El 27 de octubre de 1920, Muhammad al Idrisi firmó un tratado de alianza con los Sauditas que reconocieron la independencia de Asir. En 1922, le sucedió como emir el joven Ali (de 18 años). Al negarse a convocar el consejo dinástico su tío Sayyid Mustafa Idris se rebeló en Hodeida (1924) pero fue derrotado y huyó a Egipto. Ali dejó entonces el poder en manos de sus tíos maternos, negros sudaneses, que eran analfabetos, y especialmente fue nombrado gobernador de Hodeida Abdul Muttalim, avaricioso y cruel, que provocó el descontento general. Las tribus de la zona se aliaron al imán de Yemen, que envió al general Abdallah Al Wazir que tomó la ciudad en abril de 1925, así como también la región de Medí. Buscando la abdicación de Alí, el gran jeque senusita Djemal Baja, que gozaba de un alto prestigio, se trasladó a Sabya (primavera de 1926). Alí abandonó la ciudad y le sucedió Sayyid Mirghani el Idrisi. Con toda la agitación las ambiciones del Yemen aumentaron, pero la tribu de los Banu Hummad, obtuvo una importante victoria sobre los yemeníes en Medí. Para prevenir un contraataque yemenita los sauditas enviaron tropas.
El 21 de octubre de 1926 Mirghani firmó un tratado de protección sobre Asir (con las fronteras establecidas por el Tratado de 15 Safar 1339, es decir sin Hodedida). El Protectorado tuvo plena efectividad desde 1927. En 1934 se produjo la anexión. El imán de Yemen que reclamaba todo el territorio, firmó un tratado reconociendo la soberanía saudí en 1934, a cambio del reconocimiento de la soberanía yemení en Hodeida.

## Bandera
La bandera de la dinastía Aidida era blanca con media luna e inscripciones azules. La dinastía Aidida adoptó esta bandera oficialmente en 1916, ondeó al menos hasta 1923.

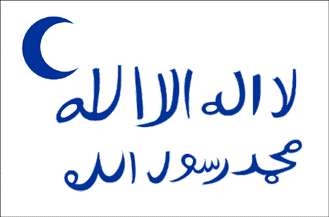
Bandera del Alto Asir
Bandera de Asir 1909-1927
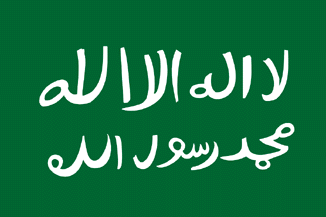
Bandera de Asir 1927-1934

En 1909 el emir Idrisida adoptó formalmente una bandera verde con inscripciones como bandera de Asir. La bandera de los Idrisidas fue modificada en 1927 cuando los triángulos de los bordes fueron suprimidos.

## Gobernaciones
- Abha
- Al-Namas
- Bareg
- Bisha
- Khamis Mushait
- Tanomah
- Dhahran Aljanoub
- Tathlith
- Sarat Ubaida